# NGC 7746
NGC 7746 é uma galáxia lenticular (S0) localizada na direcção da constelação de Pisces. Possui uma declinação de -01° 41' 04" e uma ascensão recta de 23 horas, 45 minutos e 19,9 segundos.
A galáxia NGC 7746 foi descoberta em 7 de Setembro de 1886 por Lewis A. Swift.